# أري هيكينين
أري هيكينين (بالفنلندية: Ari Heikkinen)‏ هو لاعب كرة قدم وضابط شرطة فنلندي، ولد في 8 أبريل 1957 في كووبيو في فنلندا.

## وصلات خارجية
- أري هيكينين على موقع الاتحاد الدولي (مؤرشف)  (الإنجليزية)
- أري هيكينين على موقع قاعدة بيانات كرة القدم.إي يو (الإنجليزية)
- أري هيكينين على موقع عالم كرة القدم.نت (الإنجليزية)
- أري هيكينين على موقع أوليمبيديا (الإنجليزية)